# Guardian Angel (Drafi Deutscher)
Guardian Angel è un brano musicale pop-Schlager, scritto da Chris-Evans Ironside e Drafi Deutscher ed inciso nel 1983 dallo stesso Drafi Deutscher (nella doppia versione inglese e tedesca) con lo pseudonimo di Masquerade.
Il singolo, pubblicato in 7" e 12" su etichetta Metronome, raggiunse il primo posto delle classifiche in Austria e il secondo in Germania e Svizzera.
Il brano è stato in seguito inciso da altri artisti, in particolare da Nino De Angelo, che ne ha anche eseguito versioni in altre lingue, italiano (La valle dell'Eden) e tedesco La versione in italiano è stata rieseguita nel 2019 da Giovanni Zarrella.

## Tracce
7" e 12"
1. Guardian Angel – 4:20
2. Silent Echos Of Katja – 3:57

Durata totale: 8:17

### Classifiche
| Classifica    | Posizione massima | Nr. di settimane |
| ------------- | ----------------- | ---------------- |
| Austria       | 1                 | 14               |
| Belgio        | 4                 | 11               |
| Germania      | 2                 | 18               |
| Nuova Zelanda | 7                 | 13               |
| Paesi Bassi   | 5                 | 8                |
| Svezia        | 4                 | 11               |
| Svizzera      | 2                 | 11               |

## La versione di Nino De Angelo
Una cover di Guardian Angel fu incisa nel 1984 da Nino De Angelo: il singolo fu pubblicato in 7" e 12" su etichetta Carrere e Polydor e fu estratto dall'album Nino.
De Angelo ne aveva già inciso nel 1983 la versione in tedesco del brano, intitolata Jenseits von Eden e uscita pressoché contemporaneamente a Guardian Angel di Drafi Deutscher alias Masquerade, e ne cantò poi una in italiano, intitolata La valle dell'Eden.

### Tracce
7" (Carrere)
1. Guardian Angel
2. Young Blood

7" (Carrere)
1. Guardian Angel
2. Young Blood

7" (Polydor)
1. Guardian Angel – 4:15
2. Hot and Cold – 3:28

## Altre cover
Tra gli altri artisti che hanno inciso una cover del brano, figurano (in ordine alfabetico).
- Die Ärzte
- Sammy Baker  (versione in nederlandese intitolata Ver weg van Eden)
- Tommy Gold (versione in tedesco Jenseits von Eden)
- Curt Haagers
- Mike Krüger (versione in tedesco Jenseits vom Tresen)
- George Meiring (versione in afrikaans intitolata Ster van my lewe)
- Novaspace
- Vicky Léandros (versione in nederlandese intitolata Ver van het leven ed in francese intitolata À l'ouest de l'Éden)
- Eva De Roovere (versione in nederlandese intitolata Ver weg van Eden)
- Dana Winner (versione in nederlandese intitolata Ver weg van Eden)
- Emilio José e Fausto (versione in spagnolo intitolata Por ella)